# Saint-Priest-Ligoure
Saint-Priest-Ligoure är en kommun i departementet Haute-Vienne i regionen Nouvelle-Aquitaine i västra Frankrike. Kommunen ligger i kantonen Nexon som tillhör arrondissementet Limoges. År 2022 hade Saint-Priest-Ligoure 696 invånare.

## Befolkningsutveckling
Antalet invånare i kommunen Saint-Priest-Ligoure
| Referens: INSEE |